# 金光辰
金光辰（?—?），字居垣，又字天樞，號雙岩，直隸全椒縣人。明末政治人物。

## 生平
崇禎元年（1628年）進士，授行人。歷官河南按察使、太僕寺丞、左僉都御史。曾巡視北京西城，彈劾不避權貴，凡疏三百餘章。崇禎恢復使用宦官監軍後，光辰說：“臣往在河南，见皇上撤内臣而喜。”崇禎十五年五月，擢左佥都御史。因力救劉宗周被貶京外。明亡後，家居二十余年而卒。